# Conophyma zimini
Conophyma zimini är en insektsart som beskrevs av Bei-bienko 1948. Conophyma zimini ingår i släktet Conophyma och familjen Dericorythidae. Inga underarter finns listade i Catalogue of Life.